# The History Boys

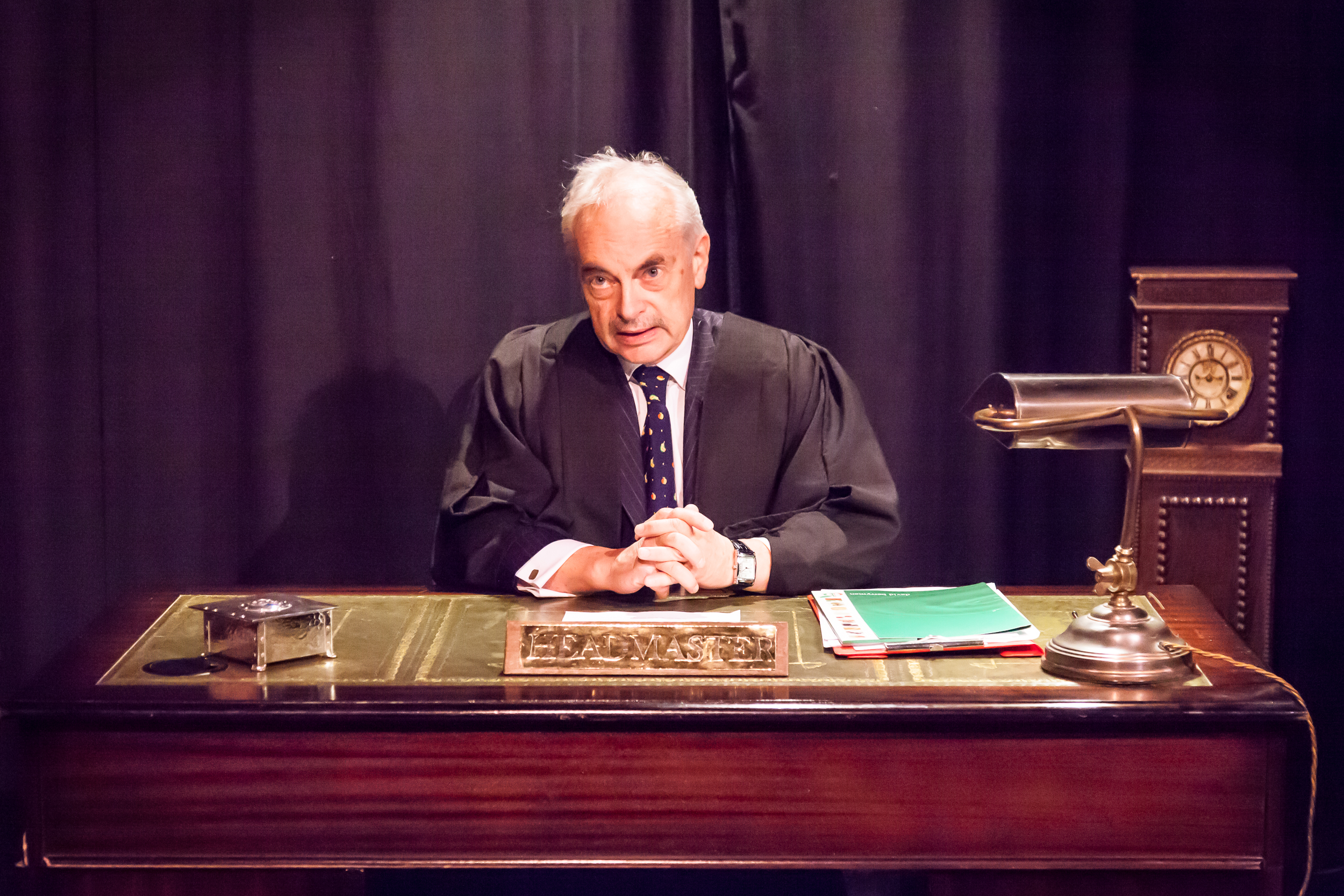
De bovenmeester in een uitvoering van The History Boys

The History Boys is een toneelstuk geschreven door Alan Bennett en voor het eerst opgevoerd in het Lyttelton Theatre in Londen op 18 mei 2004. Op Broadway debuteerde het stuk op 23 april 2006, waar het tot 1 oktober 2006 werd opgevoerd. The History Boys won meerdere prijzen, waaronder de Laurence Olivier Award for Best New Play. In 2006 werd de verfilming van The History Boys uitgebracht.

## Verhaal
De actie speelt zich af in de vroege jaren 1980 in een fictieve grammar school in Sheffield. Een groepje geschiedenisleerlingen bereidt zich voor op de toelatingsexamens tot Oxford en Cambridge. Zij worden begeleid door drie leerkrachten met elk een heel eigen stijl. Hector is een excentrieke leerkracht die zich verheugt om de kennis op zichzelf. Irwin is een invalleerkracht met een meer cynische en meedogenloze manier van lesgeven. Ten slotte is er mevrouw Lintott.